# Casa de Joaquim Punyed
La Casa de Joaquim Punyed és una obra eclèctica de Tarragona protegida com a Bé Cultural d'Interès Local.

## Descripció
Edifici de planta baixa i dos pisos. A la planta baixa hi ha un ampli vestíbul d'entrada. La façana que dona al passeig de Sant Antoni està construïda sobre la muralla romana. Cal destacar la planta intermèdia i els grans finestrals protegits per grans reixes al passeig de Sant Antoni.

## Història
L'any 1981 es feren obres de restauració.